# Kamenica (Valjevo)
Pour les articles homonymes, voir Kamenica.
Kamenica (en serbe cyrillique : Каменица) est un village de Serbie situé sur le territoire de la Ville de Valjevo, district de Kolubara. Au recensement de 2011, il comptait 866 habitants.

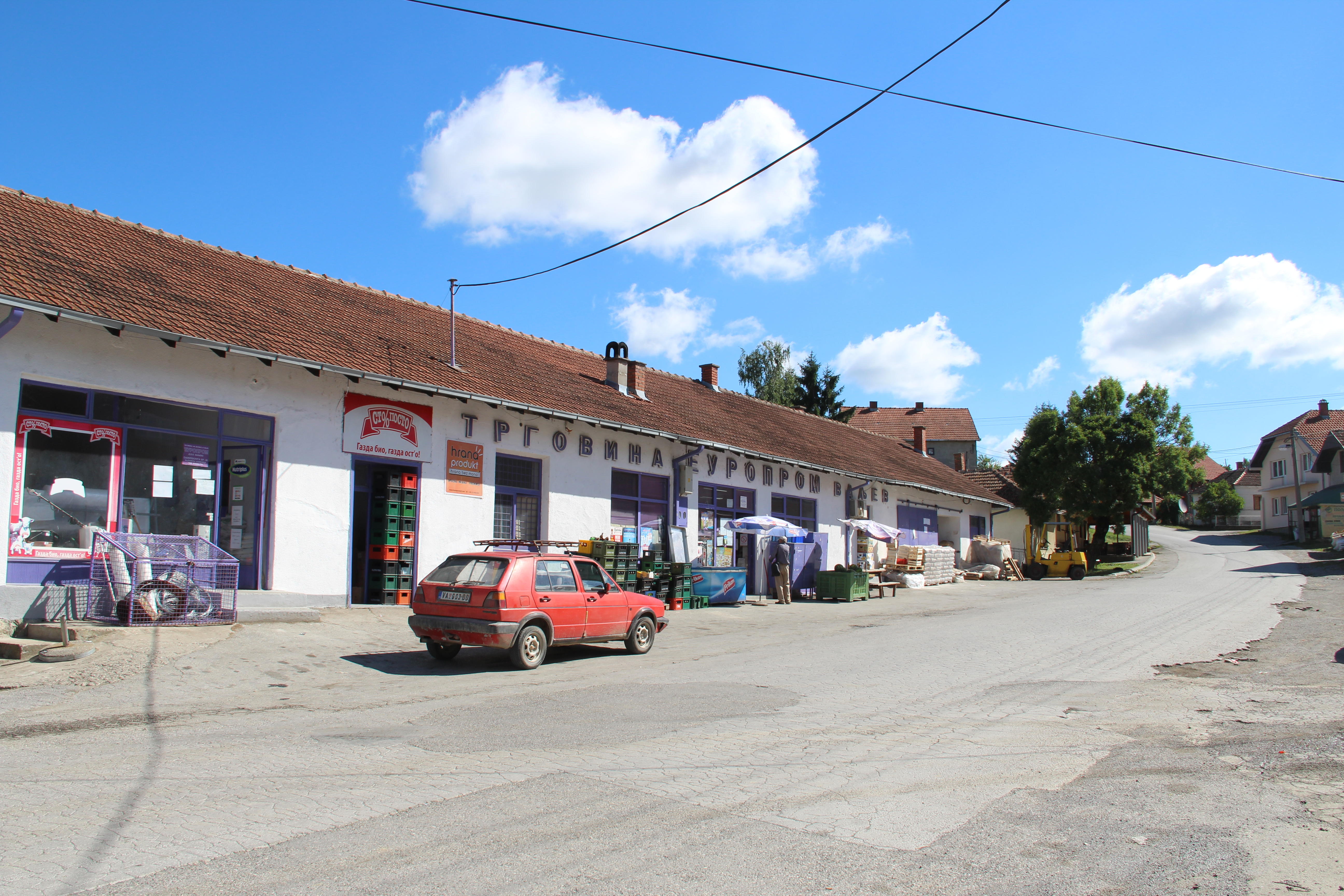
Valjevska Kamenica - Panorama
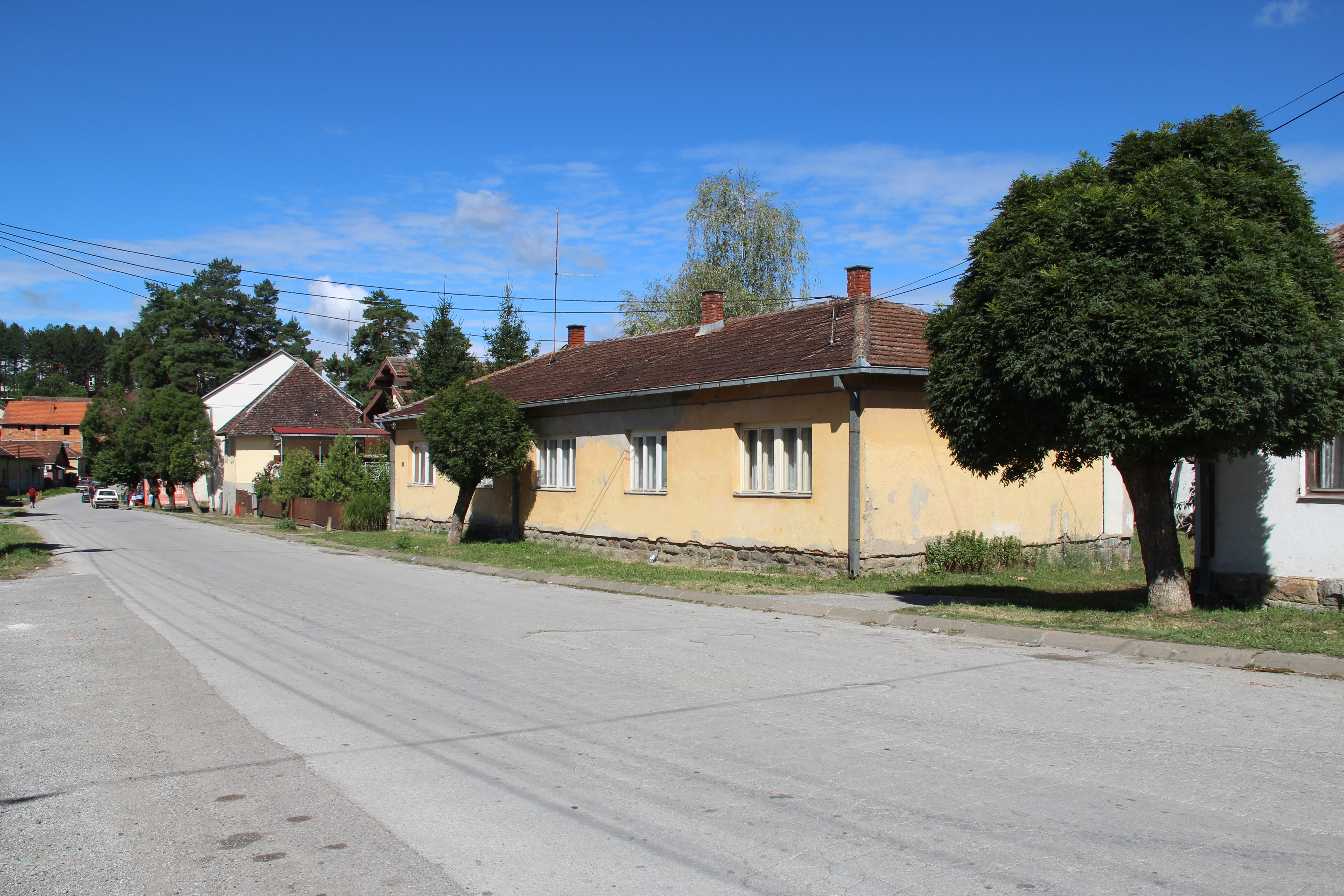
Valjevska Kamenica - Panorama
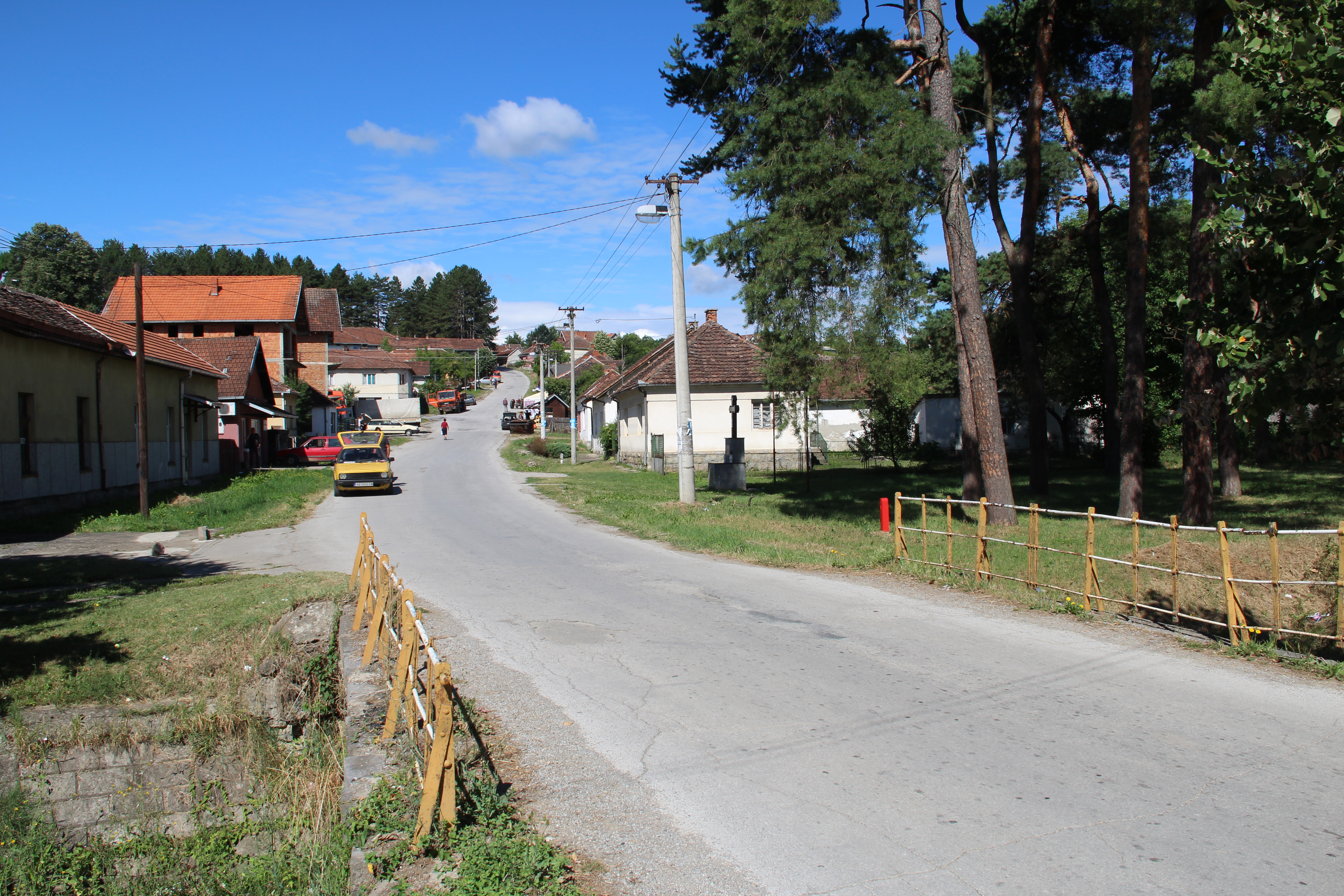
Valjevska Kamenica - Panorama
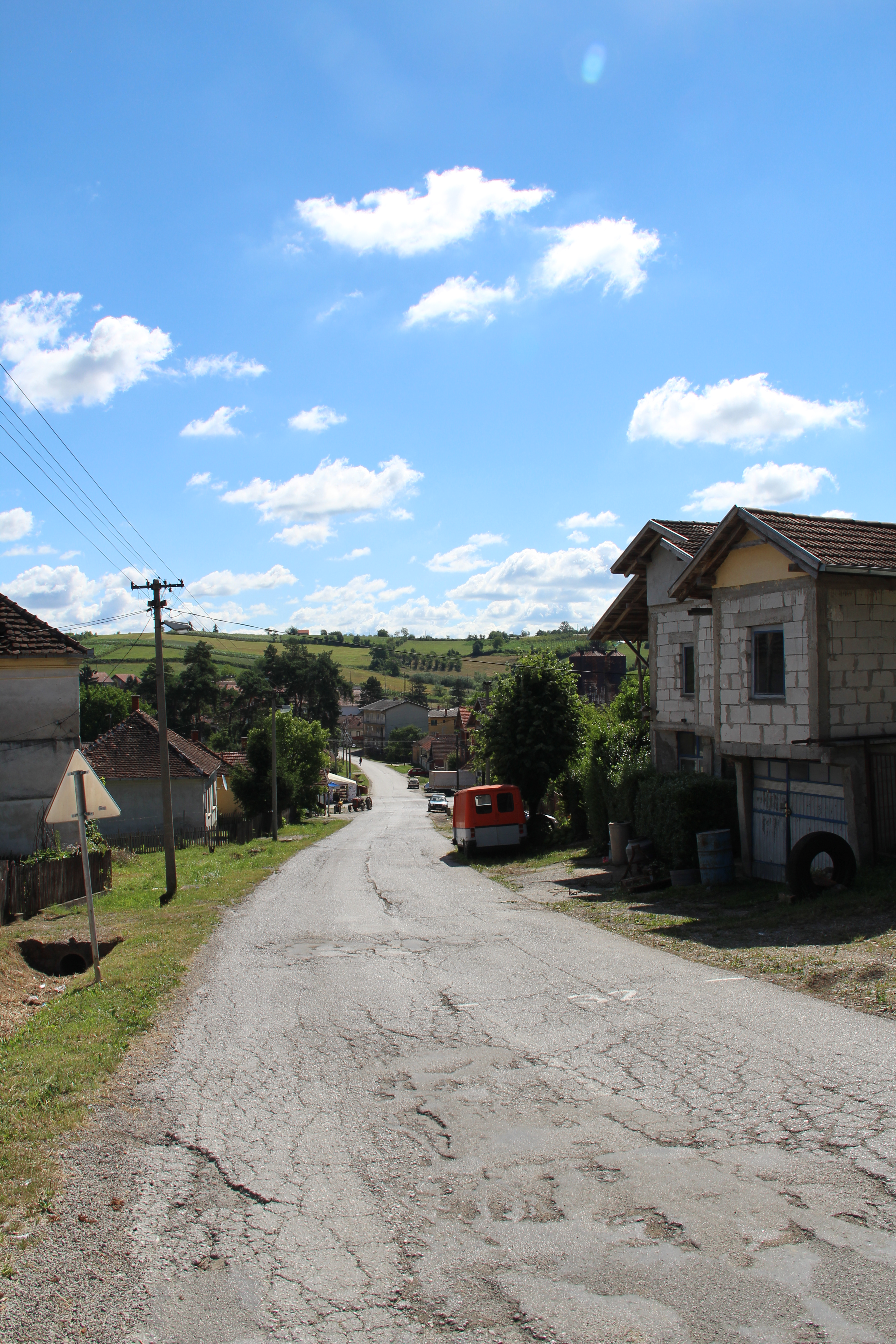
Valjevska Kamenica - Panorama
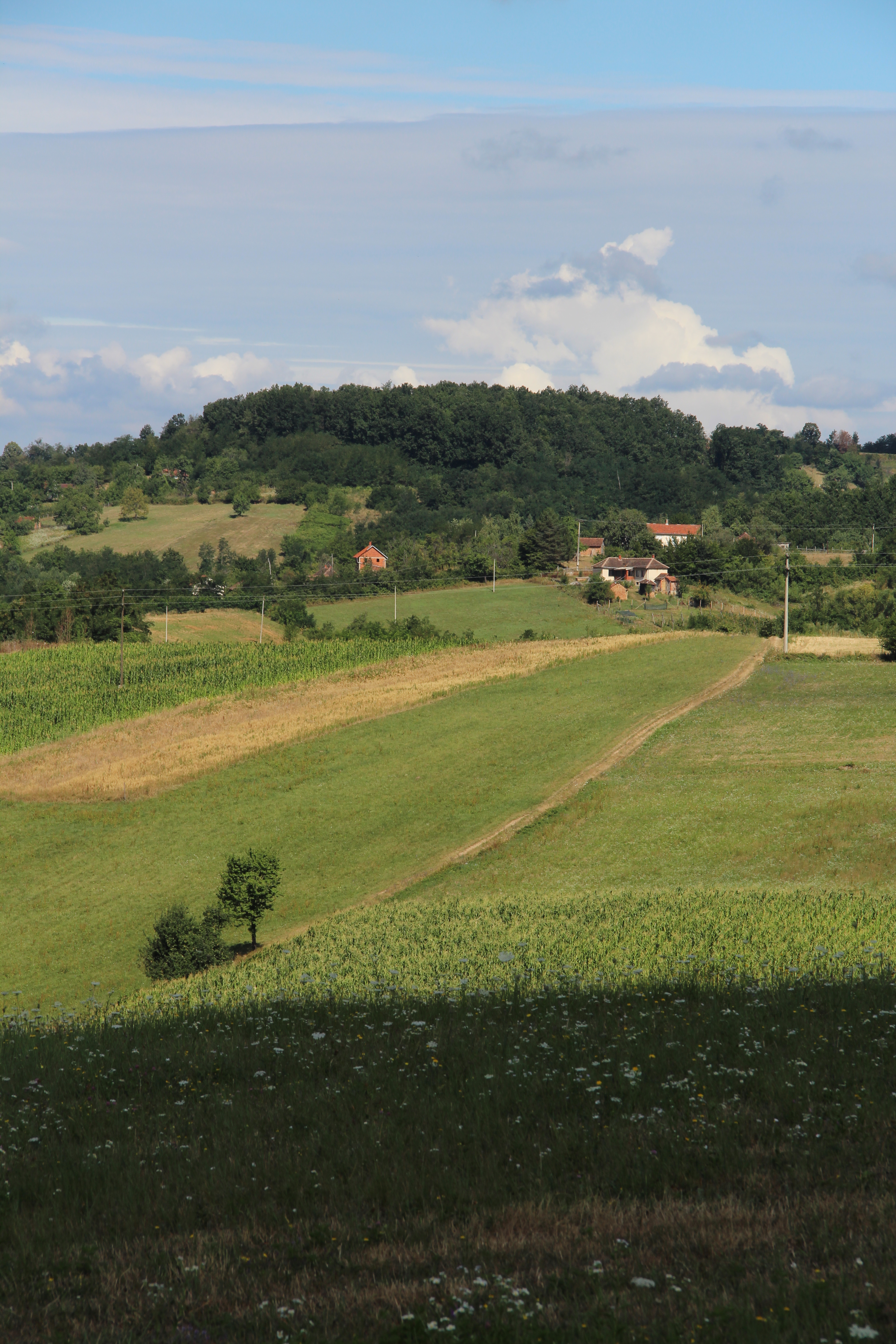
Valjevska Kamenica - Panorama
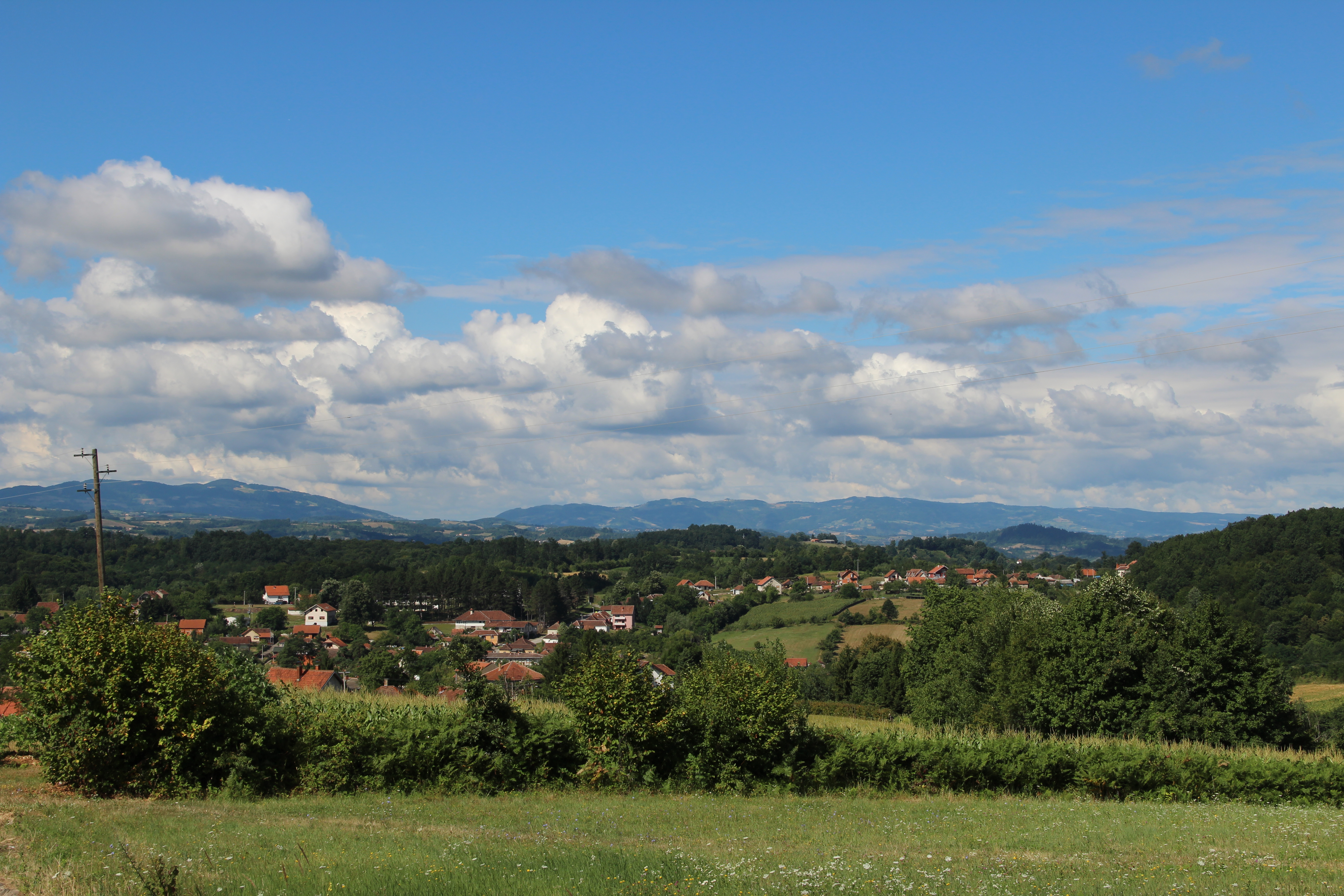
Valjevska Kamenica - Panorama
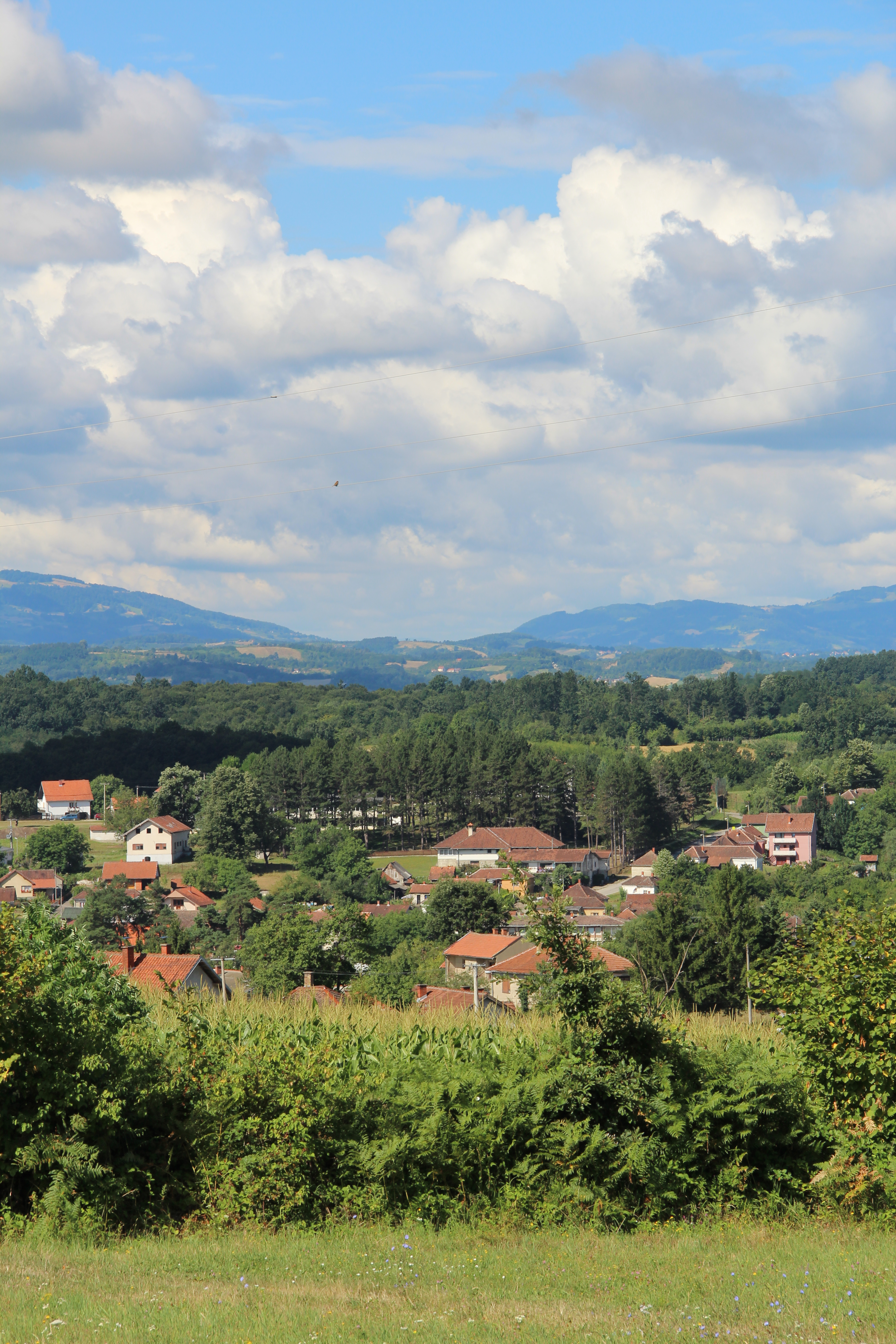
Valjevska Kamenica - Panorama
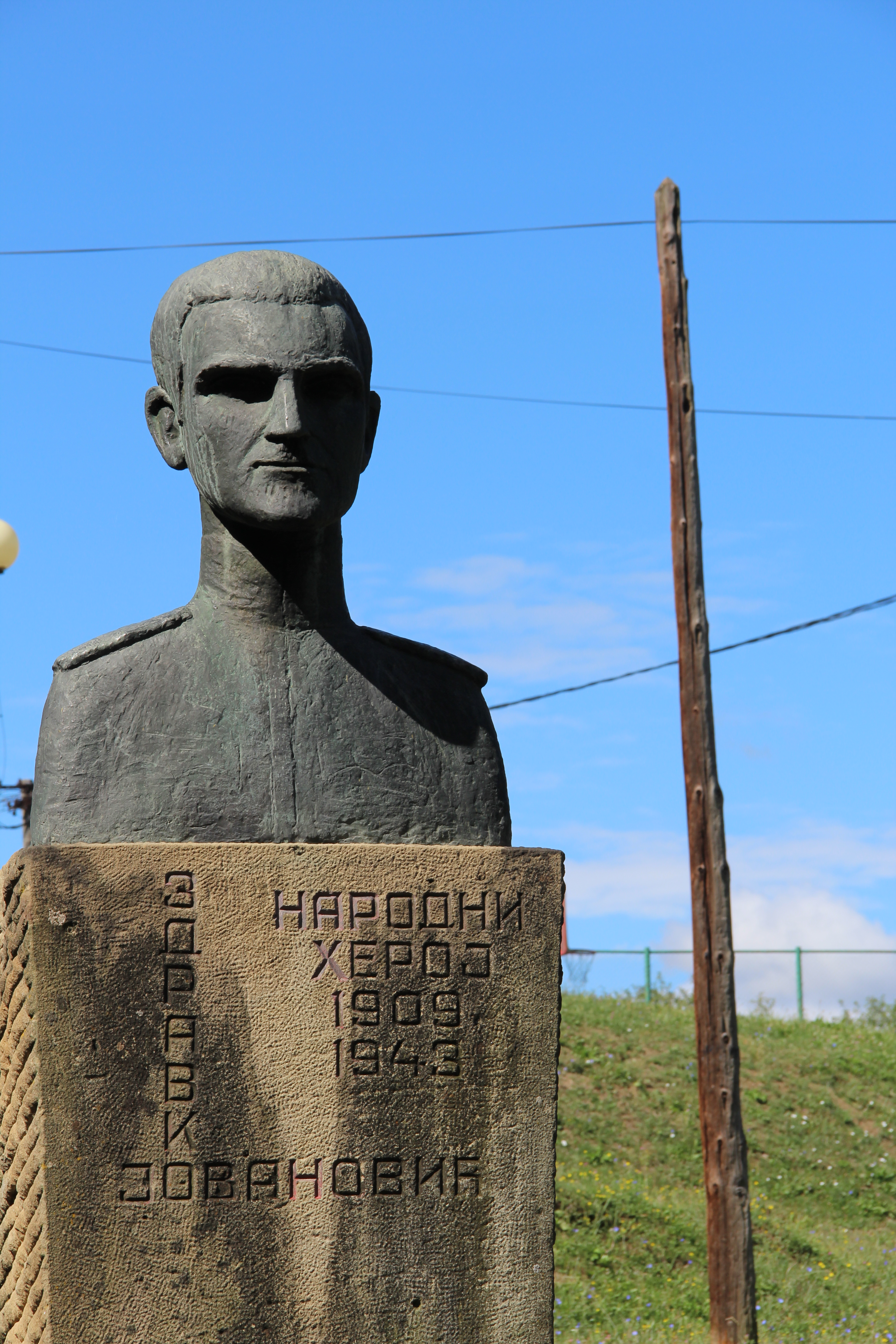
Valjevska Kamenica - Monument Zdravko Jovanovic (Vida Jocic)

## Démographie
| 1948  | 1953  | 1961  | 1971  | 1981  | 1991  | 2002  | 2011 |
| ----- | ----- | ----- | ----- | ----- | ----- | ----- | ---- |
| 1 534 | 1 546 | 1 632 | 1 443 | 1 371 | 1 131 | 1 005 | 866  |

|  |